# Alfa-effect
Het alfa-effect verwijst in de organische chemie naar het effect waarbij een nucleofiel centrum een verhoogde nucleofiliciteit vertoont als gevolg van de aanwezigheid van een naburig atoom (alfa-atoom) dat een of meerdere vrije elektronenparen bezit. De molecule waarin dergelijke configuratie voorkomt, bezit niet noodzakelijkerwijze een verhoogde basiciteit in vergelijking met de molecule zonder het alfa-atoom.

## Ontdekking
Het effect werd voor het eerst waargenomen door Jencks en Carriuolo in 1960. Zij onderzochten de chemische kinetiek bij de reactie van bepaalde esters met een reeks nucleofielen. De klassieke nucleofielen, zoals fluoride, aniline, pyridine, ethyleendiamine en het fenolaat-anion, vertoonden een reactiesnelheid van de eerste orde. Dit komt overeen met hun basiciteit, gekwantificeerd door de zuurconstante pKa. Nucleofielen zoals hydrazine, hydroxylamine, hypochloriet en het hydroperoxide-anion vertoonden een afwijkend kinetisch gedrag.

## Theoretische verklaringen
De kinetische anomalie werd in 1962 door Edwards en Pearson toegeschreven aan het alfa-effect. Zij stelden een moleculaire verklaring voor: het alfa-effect wordt volgens hen veroorzaakt door een stabiliserend effect in de transitietoestand van de reactie. Bij het vormen van de transitietoestand wordt het vrij elektronenpaar op het nucleofiel centrum van de atoomkern weg verschoven, zodat een partiële positieve lading ontstaat. Deze lading kan dan worden gestabiliseerd door een vrij elektronenpaar op het alfa-atoom. Een vergelijkbare situatie doet zich voor bij de stabilisatie van carbokationen.
Doorheen de jaren werden diverse andere theorieën geponeerd om het effect te kunnen verklaren. Een elektrostatische theorie veronderstelt dat de vrije elektronenparen op het nucleofiel centrum en het alfa-atoom elkaar destabiliseren en afstoten, waardoor de grondtoestand van het systeem in energie verhoogd wordt en dus reactiever wordt. Een meer orbitaalgerichte theorie stelt dat de atomaire orbitalen die de vrije elektronenparen van de beide atomen beschrijven met elkaar combineren tot een nieuw moleculair orbitaalsysteem. Daardoor ontstaan een bindend en antibindend moleculair orbitaal, die beiden volledig gevuld zijn; aangezien het gevulde antibindend moleculair orbitaal hoger in energie is dan de samenstellende gevulde atomaire orbitalen, komt de HOMO van het systeem hoger te liggen, zodat een snellere kinetiek en een hogere reactiviteit kan verwacht worden.
Het alfa-effect is afhankelijk van het oplosmiddel, maar de voorspelbaarheid van de reactie is doorgaans laag.

## Toepassingen
Het alfa-effect wordt gebruikt om de snelheid van bepaalde organische reacties te beïnvloeden. Zo wordt de Wolff-Kishner-reductie uitgevoerd met hydrazine of hydrazinederivaten om intermediaire hydrazonen te vormen. Als gevolg van het alfa-effect bij hydrazine is voor deze reactie geen zure katalysator nodig en verloopt de reactie sneller dan wanneer amines zouden gebruikt worden.